# 1392
Portal Geschichte | Portal Biografien | Aktuelle Ereignisse | Jahreskalender | Tagesartikel

◄ |
13. Jahrhundert |
14. Jahrhundert
| 15. Jahrhundert | ►

◄ |
1360er |
1370er |
1380er |
1390er
| 1400er | 1410er | 1420er | ►

◄◄ |
◄ |
1388 |
1389 |
1390 |
1391 |
1392
| 1393 | 1394 | 1395 | 1396 | ► | ►►
Staatsoberhäupter  · Nekrolog
| Januar | Januar | Januar | Januar | Januar | Januar | Januar | Januar |
| Kw     | Mo     | Di     | Mi     | Do     | Fr     | Sa     | So     |
| ------ | ------ | ------ | ------ | ------ | ------ | ------ | ------ |
| 1      | 1      | 2      | 3      | 4      | 5      | 6      | 7      |
| 2      | 8      | 9      | 10     | 11     | 12     | 13     | 14     |
| 3      | 15     | 16     | 17     | 18     | 19     | 20     | 21     |
| 4      | 22     | 23     | 24     | 25     | 26     | 27     | 28     |
| 5      | 29     | 30     | 31     |        |        |        |        |

| Februar | Februar | Februar | Februar | Februar | Februar | Februar | Februar |
| Kw      | Mo      | Di      | Mi      | Do      | Fr      | Sa      | So      |
| ------- | ------- | ------- | ------- | ------- | ------- | ------- | ------- |
| 5       |         |         |         | 1       | 2       | 3       | 4       |
| 6       | 5       | 6       | 7       | 8       | 9       | 10      | 11      |
| 7       | 12      | 13      | 14      | 15      | 16      | 17      | 18      |
| 8       | 19      | 20      | 21      | 22      | 23      | 24      | 25      |
| 9       | 26      | 27      | 28      | 29      |         |         |         |

| März | März | März | März | März | März | März | März |
| Kw   | Mo   | Di   | Mi   | Do   | Fr   | Sa   | So   |
| ---- | ---- | ---- | ---- | ---- | ---- | ---- | ---- |
| 9    |      |      |      |      | 1    | 2    | 3    |
| 10   | 4    | 5    | 6    | 7    | 8    | 9    | 10   |
| 11   | 11   | 12   | 13   | 14   | 15   | 16   | 17   |
| 12   | 18   | 19   | 20   | 21   | 22   | 23   | 24   |
| 13   | 25   | 26   | 27   | 28   | 29   | 30   | 31   |

| April | April | April | April | April | April | April | April |
| Kw    | Mo    | Di    | Mi    | Do    | Fr    | Sa    | So    |
| ----- | ----- | ----- | ----- | ----- | ----- | ----- | ----- |
| 14    | 1     | 2     | 3     | 4     | 5     | 6     | 7     |
| 15    | 8     | 9     | 10    | 11    | 12    | 13    | 14    |
| 16    | 15    | 16    | 17    | 18    | 19    | 20    | 21    |
| 17    | 22    | 23    | 24    | 25    | 26    | 27    | 28    |
| 18    | 29    | 30    |       |       |       |       |       |

| Mai | Mai | Mai | Mai | Mai | Mai | Mai | Mai |
| Kw  | Mo  | Di  | Mi  | Do  | Fr  | Sa  | So  |
| --- | --- | --- | --- | --- | --- | --- | --- |
| 18  |     |     | 1   | 2   | 3   | 4   | 5   |
| 19  | 6   | 7   | 8   | 9   | 10  | 11  | 12  |
| 20  | 13  | 14  | 15  | 16  | 17  | 18  | 19  |
| 21  | 20  | 21  | 22  | 23  | 24  | 25  | 26  |
| 22  | 27  | 28  | 29  | 30  | 31  |     |     |

| Juni | Juni | Juni | Juni | Juni | Juni | Juni | Juni |
| Kw   | Mo   | Di   | Mi   | Do   | Fr   | Sa   | So   |
| ---- | ---- | ---- | ---- | ---- | ---- | ---- | ---- |
| 22   |      |      |      |      |      | 1    | 2    |
| 23   | 3    | 4    | 5    | 6    | 7    | 8    | 9    |
| 24   | 10   | 11   | 12   | 13   | 14   | 15   | 16   |
| 25   | 17   | 18   | 19   | 20   | 21   | 22   | 23   |
| 26   | 24   | 25   | 26   | 27   | 28   | 29   | 30   |

| Juli | Juli | Juli | Juli | Juli | Juli | Juli | Juli |
| Kw   | Mo   | Di   | Mi   | Do   | Fr   | Sa   | So   |
| ---- | ---- | ---- | ---- | ---- | ---- | ---- | ---- |
| 27   | 1    | 2    | 3    | 4    | 5    | 6    | 7    |
| 28   | 8    | 9    | 10   | 11   | 12   | 13   | 14   |
| 29   | 15   | 16   | 17   | 18   | 19   | 20   | 21   |
| 30   | 22   | 23   | 24   | 25   | 26   | 27   | 28   |
| 31   | 29   | 30   | 31   |      |      |      |      |

| August | August | August | August | August | August | August | August |
| Kw     | Mo     | Di     | Mi     | Do     | Fr     | Sa     | So     |
| ------ | ------ | ------ | ------ | ------ | ------ | ------ | ------ |
| 31     |        |        |        | 1      | 2      | 3      | 4      |
| 32     | 5      | 6      | 7      | 8      | 9      | 10     | 11     |
| 33     | 12     | 13     | 14     | 15     | 16     | 17     | 18     |
| 34     | 19     | 20     | 21     | 22     | 23     | 24     | 25     |
| 35     | 26     | 27     | 28     | 29     | 30     | 31     |        |

| September | September | September | September | September | September | September | September |
| Kw        | Mo        | Di        | Mi        | Do        | Fr        | Sa        | So        |
| --------- | --------- | --------- | --------- | --------- | --------- | --------- | --------- |
| 35        |           |           |           |           |           |           | 1         |
| 36        | 2         | 3         | 4         | 5         | 6         | 7         | 8         |
| 37        | 9         | 10        | 11        | 12        | 13        | 14        | 15        |
| 38        | 16        | 17        | 18        | 19        | 20        | 21        | 22        |
| 39        | 23        | 24        | 25        | 26        | 27        | 28        | 29        |
| 40        | 30        |           |           |           |           |           |           |

| Oktober | Oktober | Oktober | Oktober | Oktober | Oktober | Oktober | Oktober |
| Kw      | Mo      | Di      | Mi      | Do      | Fr      | Sa      | So      |
| ------- | ------- | ------- | ------- | ------- | ------- | ------- | ------- |
| 40      |         | 1       | 2       | 3       | 4       | 5       | 6       |
| 41      | 7       | 8       | 9       | 10      | 11      | 12      | 13      |
| 42      | 14      | 15      | 16      | 17      | 18      | 19      | 20      |
| 43      | 21      | 22      | 23      | 24      | 25      | 26      | 27      |
| 44      | 28      | 29      | 30      | 31      |         |         |         |

| November | November | November | November | November | November | November | November |
| Kw       | Mo       | Di       | Mi       | Do       | Fr       | Sa       | So       |
| -------- | -------- | -------- | -------- | -------- | -------- | -------- | -------- |
| 44       |          |          |          |          | 1        | 2        | 3        |
| 45       | 4        | 5        | 6        | 7        | 8        | 9        | 10       |
| 46       | 11       | 12       | 13       | 14       | 15       | 16       | 17       |
| 47       | 18       | 19       | 20       | 21       | 22       | 23       | 24       |
| 48       | 25       | 26       | 27       | 28       | 29       | 30       |          |

| Dezember | Dezember | Dezember | Dezember | Dezember | Dezember | Dezember | Dezember |
| Kw       | Mo       | Di       | Mi       | Do       | Fr       | Sa       | So       |
| -------- | -------- | -------- | -------- | -------- | -------- | -------- | -------- |
| 48       |          |          |          |          |          |          | 1        |
| 49       | 2        | 3        | 4        | 5        | 6        | 7        | 8        |
| 50       | 9        | 10       | 11       | 12       | 13       | 14       | 15       |
| 51       | 16       | 17       | 18       | 19       | 20       | 21       | 22       |
| 52       | 23       | 24       | 25       | 26       | 27       | 28       | 29       |
| 1        | 30       | 31       |          |          |          |          |          |

| Januar | Januar | Januar | Januar | Januar | Januar | Januar | Januar |
| Kw     | Mo     | Di     | Mi     | Do     | Fr     | Sa     | So     |
| ------ | ------ | ------ | ------ | ------ | ------ | ------ | ------ |
| 1      | 1      | 2      | 3      | 4      | 5      | 6      | 7      |
| 2      | 8      | 9      | 10     | 11     | 12     | 13     | 14     |
| 3      | 15     | 16     | 17     | 18     | 19     | 20     | 21     |
| 4      | 22     | 23     | 24     | 25     | 26     | 27     | 28     |
| 5      | 29     | 30     | 31     |        |        |        |        |

| Februar | Februar | Februar | Februar | Februar | Februar | Februar | Februar |
| Kw      | Mo      | Di      | Mi      | Do      | Fr      | Sa      | So      |
| ------- | ------- | ------- | ------- | ------- | ------- | ------- | ------- |
| 5       |         |         |         | 1       | 2       | 3       | 4       |
| 6       | 5       | 6       | 7       | 8       | 9       | 10      | 11      |
| 7       | 12      | 13      | 14      | 15      | 16      | 17      | 18      |
| 8       | 19      | 20      | 21      | 22      | 23      | 24      | 25      |
| 9       | 26      | 27      | 28      | 29      |         |         |         |

| März | März | März | März | März | März | März | März |
| Kw   | Mo   | Di   | Mi   | Do   | Fr   | Sa   | So   |
| ---- | ---- | ---- | ---- | ---- | ---- | ---- | ---- |
| 9    |      |      |      |      | 1    | 2    | 3    |
| 10   | 4    | 5    | 6    | 7    | 8    | 9    | 10   |
| 11   | 11   | 12   | 13   | 14   | 15   | 16   | 17   |
| 12   | 18   | 19   | 20   | 21   | 22   | 23   | 24   |
| 13   | 25   | 26   | 27   | 28   | 29   | 30   | 31   |

| April | April | April | April | April | April | April | April |
| Kw    | Mo    | Di    | Mi    | Do    | Fr    | Sa    | So    |
| ----- | ----- | ----- | ----- | ----- | ----- | ----- | ----- |
| 14    | 1     | 2     | 3     | 4     | 5     | 6     | 7     |
| 15    | 8     | 9     | 10    | 11    | 12    | 13    | 14    |
| 16    | 15    | 16    | 17    | 18    | 19    | 20    | 21    |
| 17    | 22    | 23    | 24    | 25    | 26    | 27    | 28    |
| 18    | 29    | 30    |       |       |       |       |       |

| Mai | Mai | Mai | Mai | Mai | Mai | Mai | Mai |
| Kw  | Mo  | Di  | Mi  | Do  | Fr  | Sa  | So  |
| --- | --- | --- | --- | --- | --- | --- | --- |
| 18  |     |     | 1   | 2   | 3   | 4   | 5   |
| 19  | 6   | 7   | 8   | 9   | 10  | 11  | 12  |
| 20  | 13  | 14  | 15  | 16  | 17  | 18  | 19  |
| 21  | 20  | 21  | 22  | 23  | 24  | 25  | 26  |
| 22  | 27  | 28  | 29  | 30  | 31  |     |     |

| Juni | Juni | Juni | Juni | Juni | Juni | Juni | Juni |
| Kw   | Mo   | Di   | Mi   | Do   | Fr   | Sa   | So   |
| ---- | ---- | ---- | ---- | ---- | ---- | ---- | ---- |
| 22   |      |      |      |      |      | 1    | 2    |
| 23   | 3    | 4    | 5    | 6    | 7    | 8    | 9    |
| 24   | 10   | 11   | 12   | 13   | 14   | 15   | 16   |
| 25   | 17   | 18   | 19   | 20   | 21   | 22   | 23   |
| 26   | 24   | 25   | 26   | 27   | 28   | 29   | 30   |

| Juli | Juli | Juli | Juli | Juli | Juli | Juli | Juli |
| Kw   | Mo   | Di   | Mi   | Do   | Fr   | Sa   | So   |
| ---- | ---- | ---- | ---- | ---- | ---- | ---- | ---- |
| 27   | 1    | 2    | 3    | 4    | 5    | 6    | 7    |
| 28   | 8    | 9    | 10   | 11   | 12   | 13   | 14   |
| 29   | 15   | 16   | 17   | 18   | 19   | 20   | 21   |
| 30   | 22   | 23   | 24   | 25   | 26   | 27   | 28   |
| 31   | 29   | 30   | 31   |      |      |      |      |

| August | August | August | August | August | August | August | August |
| Kw     | Mo     | Di     | Mi     | Do     | Fr     | Sa     | So     |
| ------ | ------ | ------ | ------ | ------ | ------ | ------ | ------ |
| 31     |        |        |        | 1      | 2      | 3      | 4      |
| 32     | 5      | 6      | 7      | 8      | 9      | 10     | 11     |
| 33     | 12     | 13     | 14     | 15     | 16     | 17     | 18     |
| 34     | 19     | 20     | 21     | 22     | 23     | 24     | 25     |
| 35     | 26     | 27     | 28     | 29     | 30     | 31     |        |

| September | September | September | September | September | September | September | September |
| Kw        | Mo        | Di        | Mi        | Do        | Fr        | Sa        | So        |
| --------- | --------- | --------- | --------- | --------- | --------- | --------- | --------- |
| 35        |           |           |           |           |           |           | 1         |
| 36        | 2         | 3         | 4         | 5         | 6         | 7         | 8         |
| 37        | 9         | 10        | 11        | 12        | 13        | 14        | 15        |
| 38        | 16        | 17        | 18        | 19        | 20        | 21        | 22        |
| 39        | 23        | 24        | 25        | 26        | 27        | 28        | 29        |
| 40        | 30        |           |           |           |           |           |           |

| Oktober | Oktober | Oktober | Oktober | Oktober | Oktober | Oktober | Oktober |
| Kw      | Mo      | Di      | Mi      | Do      | Fr      | Sa      | So      |
| ------- | ------- | ------- | ------- | ------- | ------- | ------- | ------- |
| 40      |         | 1       | 2       | 3       | 4       | 5       | 6       |
| 41      | 7       | 8       | 9       | 10      | 11      | 12      | 13      |
| 42      | 14      | 15      | 16      | 17      | 18      | 19      | 20      |
| 43      | 21      | 22      | 23      | 24      | 25      | 26      | 27      |
| 44      | 28      | 29      | 30      | 31      |         |         |         |

| November | November | November | November | November | November | November | November |
| Kw       | Mo       | Di       | Mi       | Do       | Fr       | Sa       | So       |
| -------- | -------- | -------- | -------- | -------- | -------- | -------- | -------- |
| 44       |          |          |          |          | 1        | 2        | 3        |
| 45       | 4        | 5        | 6        | 7        | 8        | 9        | 10       |
| 46       | 11       | 12       | 13       | 14       | 15       | 16       | 17       |
| 47       | 18       | 19       | 20       | 21       | 22       | 23       | 24       |
| 48       | 25       | 26       | 27       | 28       | 29       | 30       |          |

| Dezember | Dezember | Dezember | Dezember | Dezember | Dezember | Dezember | Dezember |
| Kw       | Mo       | Di       | Mi       | Do       | Fr       | Sa       | So       |
| -------- | -------- | -------- | -------- | -------- | -------- | -------- | -------- |
| 48       |          |          |          |          |          |          | 1        |
| 49       | 2        | 3        | 4        | 5        | 6        | 7        | 8        |
| 50       | 9        | 10       | 11       | 12       | 13       | 14       | 15       |
| 51       | 16       | 17       | 18       | 19       | 20       | 21       | 22       |
| 52       | 23       | 24       | 25       | 26       | 27       | 28       | 29       |
| 1        | 30       | 31       |          |          |          |          |          |

## Ereignisse

### Politik und Weltgeschehen

#### Korea

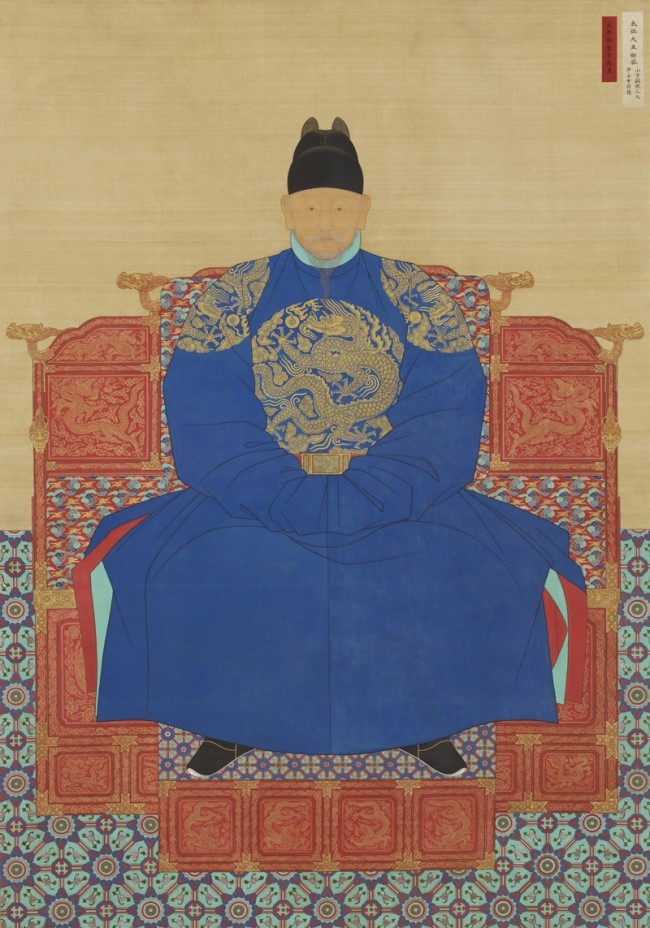
König Taejo

Am 17. Juli gründet General Yi Seong-gye das Königreich Joseon und die Joseon-Dynastie in Korea, die bis 1910 Bestand haben wird. Die zuvor herrschende Goryeo-Dynastie hat er zuvor mit chinesischer Hilfe besiegt und in die Verbannung geschickt.

#### Japan
Nach der Abdankung von Go-Kameyama am 21. Oktober wird der bisherige Gegenkaiser Go-Komatsu als 100. Tennō Kaiser von ganz Japan. Damit endet die Zeit der Nord- und Südhöfe in der Geschichte Japans. Die Einigung ist auf Vermittlung des Shōguns Ashikaga Yoshimitsu am 15. Oktober zustande gekommen. Im von ihm erarbeiteten Friedensvertrag wird festgelegt, dass Go-Komatsu seinen Nachfolger aus der Linie Go-Kameyamas auswählen soll und die Linien in der Folge immer abwechselnd regieren sollen, ein Plan, der jedoch nie zur Ausführung kommt.

#### Mittel- und Osteuropa

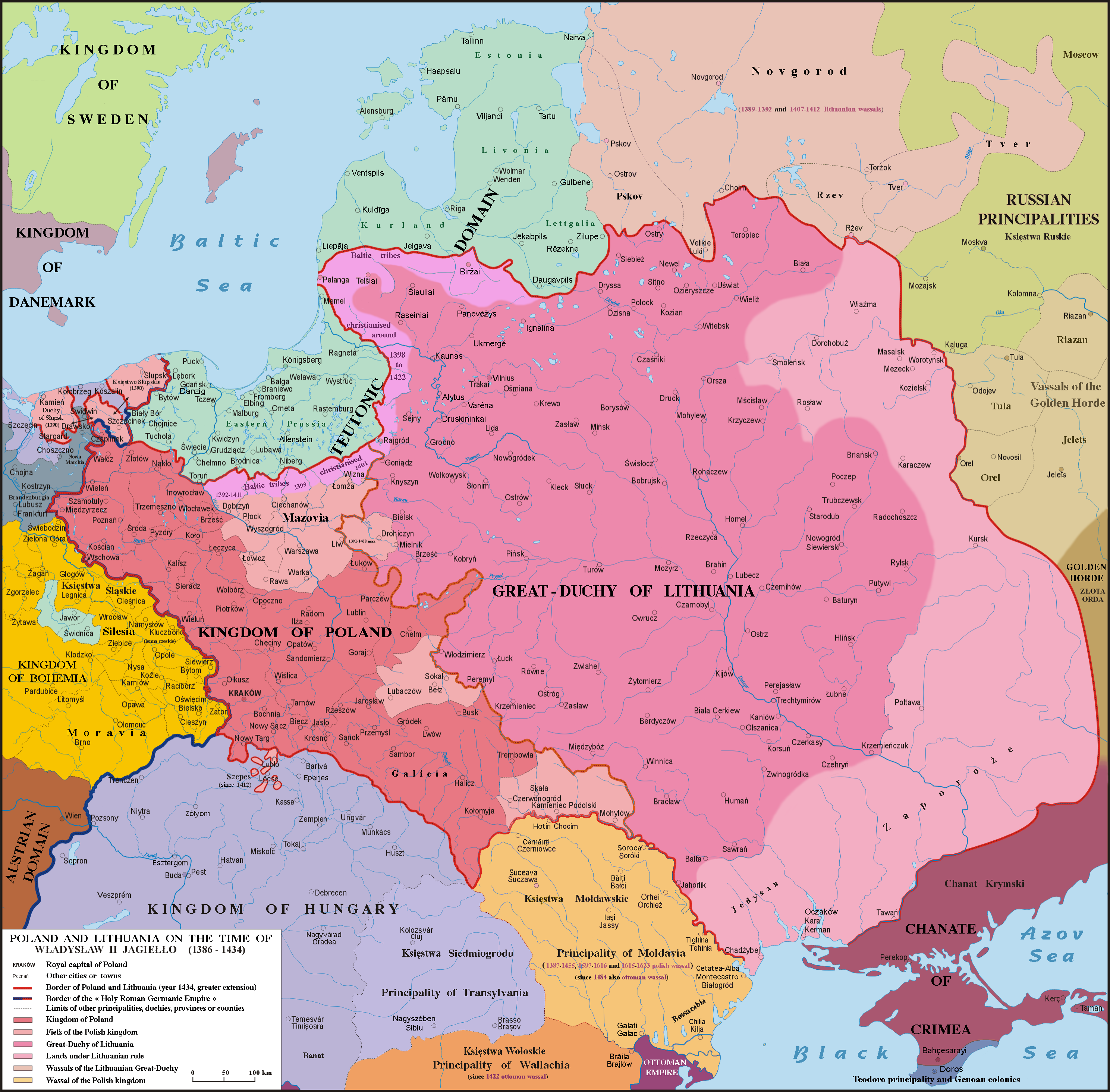
Polen und Litauen 1392

- 4. August: Der Vertrag von Ostrowo zwischen dem polnischen König Władysław II. Jagiełło und dem litauischen Fürsten Vytautas beinhaltet die Übertragung des Großfürstentums Litauen an Vytautas und dessen Anerkennung der Oberhoheit Władysławs und beendet dreijährige kriegerische Auseinandersetzungen zwischen beiden Herrschern. Skirgaila, der bisherige Regent Litauens, wird im Folgejahr mit dem Fürstentum Kiew und Schytomyr abgefunden.
- 18. August: Der albanische Fürst Georg Thopia überschreibt kurz vor seinem Tod seine Stadt Durrës der Republik Venedig.

#### Heiliges Römisches Reich

##### Bayerische Landesteilung
In der am 18. Oktober erfolgten bayerischen Landesteilung von 1392 wird das seit dem Tod von Herzog Stephan II. im Jahr 1375 gemeinsam regierte Bayern-Landshut in die drei Herzogtümer Bayern-Landshut, Bayern-München und Bayern-Ingolstadt aufgeteilt. Treibende Kraft hinter der Teilung ist Stephans Sohn Johann II., der nicht mehr bereit war, für die kostspielige Hofhaltung seines Bruders Stephan III. und die Italienpolitik Stephans und des dritten Bruders Friedrich aufzukommen. Bayern-Landshut fällt laut dem Vertrag von Landshut an Friedrich, Stephan erhält Bayern-Ingolstadt und Johann Bayern-München. Die Aufteilung in das finanziell besonders lukrative Bayern-Landshut, das wirtschaftlich weniger entwickelte Bayern-München und das vor allem aus Streubesitz an der Donau und im Alpenvorland bestehende Bayern-Ingolstadt trägt allerdings bereits den Keim neuer Konflikte in sich.

##### Lüneburger Sate
- Lüneburger Sate

##### Eidgenossenschaft
Die Bürgerschaft von Grossbasel kauft von Bischof Friedrich von Blankenheim die rechtsrheinische Stadt Kleinbasel für 29.800 Gulden. In dieser Zeit erwirbt die Stadt vom Bischof auch pfandweise die wichtigsten Regalien (Münz- und Zollrecht, Schultheissengericht usw.). Basel wird damit zwar faktisch unabhängig vom Bischof, kann aber dessen nominelle Oberherrschaft vorläufig nicht ablösen. So bestimmen zwar die Bürger die Inhaber wichtiger Ämter, die feierliche Amtseinsetzung erfolgt jedoch weiter durch den Bischof. Basel gilt deshalb nicht als freie Reichsstadt.

#### Frankreich

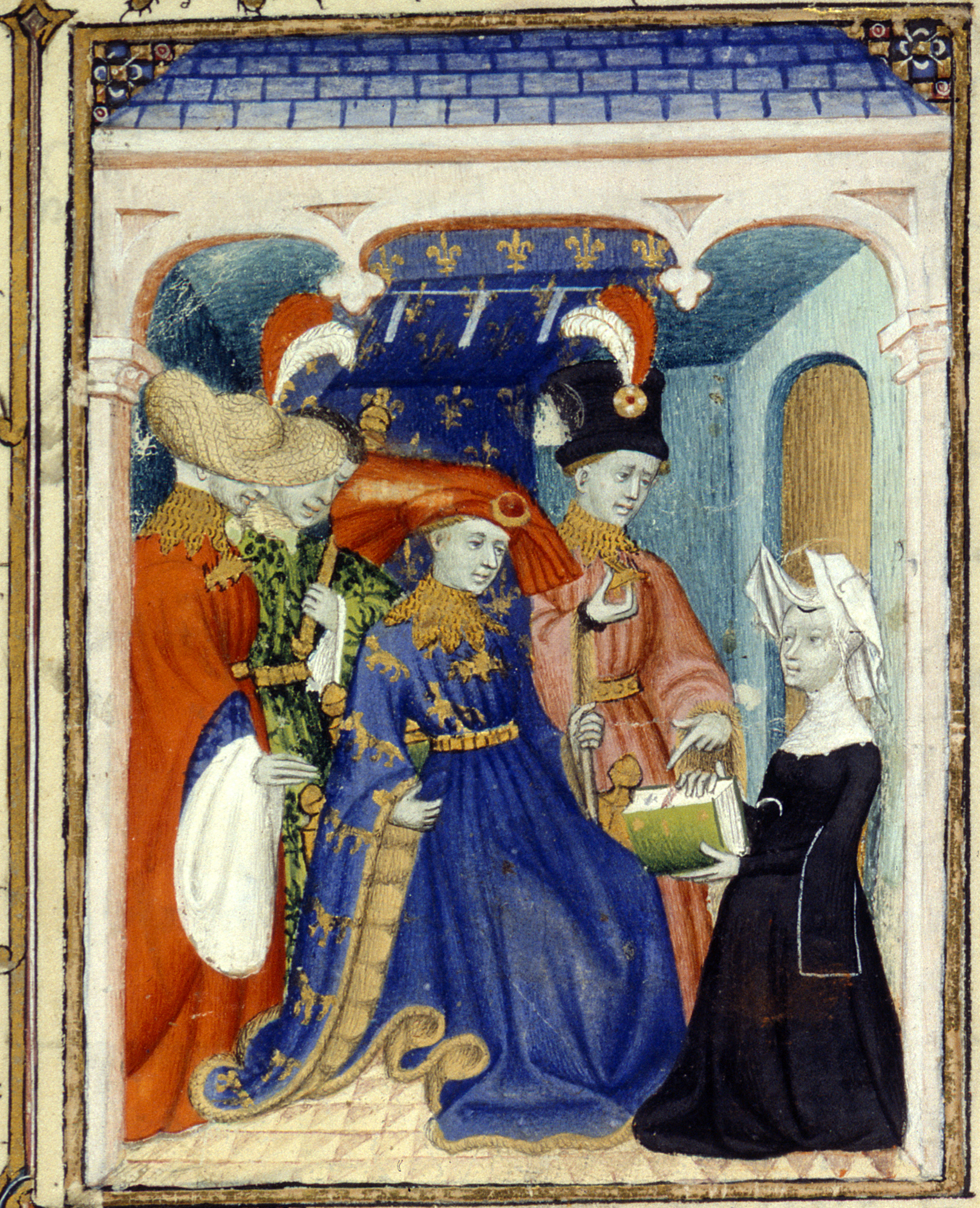
Ludwig von Valois, Herzog von Orléans

- Ludwig, jüngerer Bruder des französischen Königs Karl VI., wird Herzog von Orléans und Graf von Valois.
- Der französische König Karl VI. leidet ab 1392 zeitweise unter geistiger Verwirrung und wird deshalb durch seine Frau Isabeau sowie einen Regentschaftsrat bestehend aus Jean de Valois, duc de Berry, und Philipp von Burgund, der früheren Regierung der Herzöge, vertreten.

#### Iberische Halbinsel
- 3. Oktober: Nach knapp zweijähriger Herrschaft wird Yusuf II. durch eine Palastrevolution gestürzt. Nachfolger als Emir von Granada wird sein Sohn Muhammad VII. Unter seiner Herrschaft kommt es zu einer erheblichen Verschlechterung der Beziehungen zum Königreich Kastilien.

#### Urkundliche Ersterwähnungen
- Nennigkofen wird erstmals urkundlich erwähnt.

### Wissenschaft und Technik

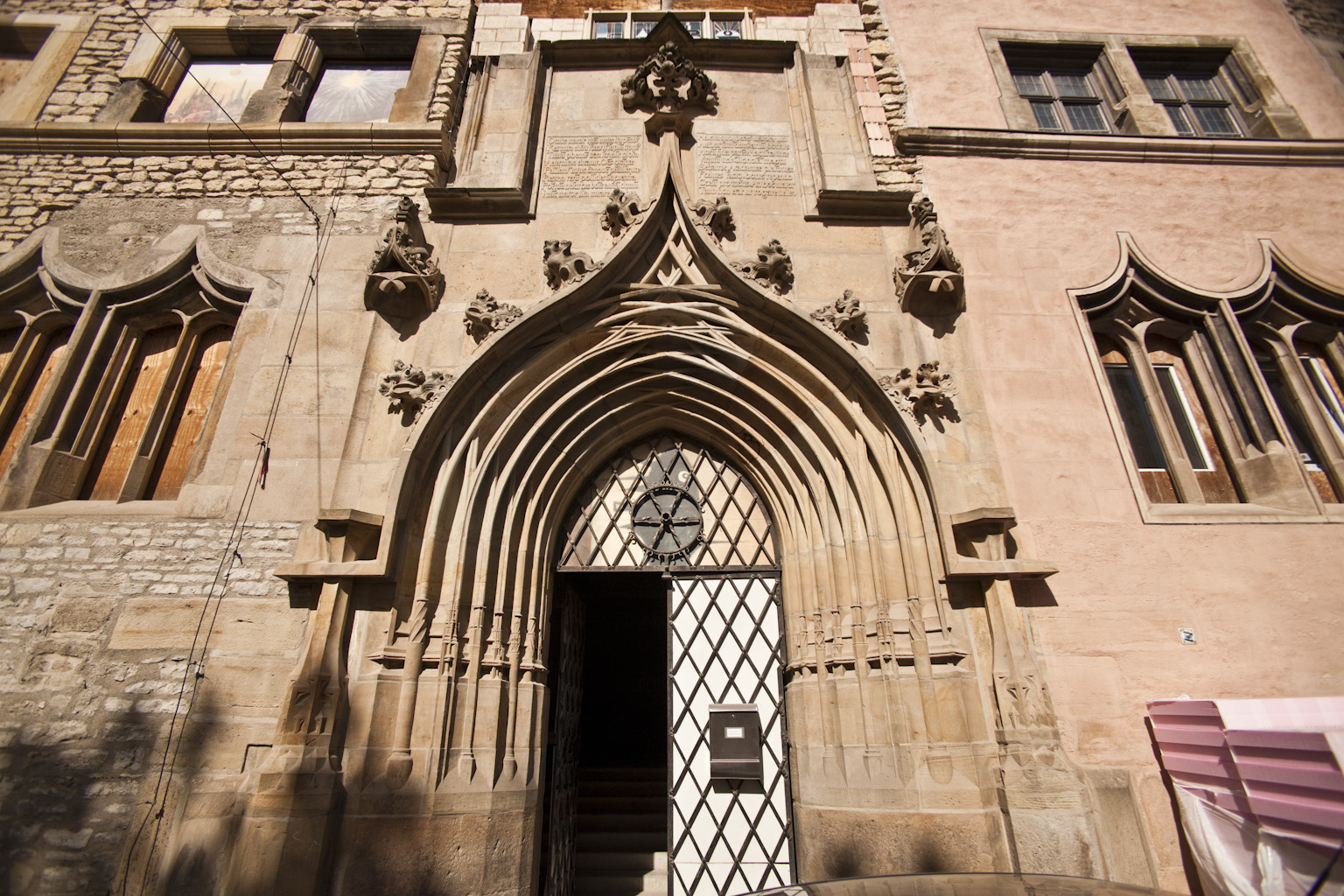
Collegium Maius – ehemaliges Hauptgebäude der Alten Universität

- Frühjahr nach Ostern: Die Universitas Studii Erfordiensis, wird drei Jahre nach ihrer Gründung als fünfte Hochschule im Heiligen Römischen Reich nördlich der Alpen feierlich eröffnet. Im gleichen Jahr wird Ludwig Mollner zum ersten Rektor gewählt.

### Kultur
- Der aragonesische Franziskaner Francesc Eiximenis verfasst in Valencia in Katalanisch das literarische Werk Llibre dels àngels (Buch der Engel). Um die gleiche Zeit entsteht wohl auch das Llibre de les dones (Buch der Frauen). Auch die von König Peter IV. geförderte Enzyklopädie Lo Crestià wird zu diesem Zeitpunkt fertiggestellt.

### Religion
- 7. September: Der Grundstein für die Cruciskirche in Sondershausen wird gelegt.

## Geboren

### Geburtsdatum gesichert
- 23. September: Filippo Maria Visconti, Regent von Pavia und Herzog von Mailand († 1447)
- 9. Dezember: Peter von Portugal, Prinzregent von Portugal und erster Herzog von Coimbra († 1449)

### Genaues Geburtsdatum unbekannt
- Frühjahr: Blanca von England, Pfalzgräfin der Kurpfalz († 1409)
- Flavio Biondo, italienischer Humanist und Historiker, gilt als Begründer der archäologischen Wissenschaft und der antiquarischen Topographie († 1463)
- Gö Lotsawa, Historiker, Autor und Lama des tibetischen Buddhismus († 1481)
- Weiprecht III. von Helmstatt, pfälzischer Rat und Vogt im Oberamt Bretten († 1478)
- Johann II., Graf von Guise und Graf von Ligny († 1441)
- Johannes VIII., Kaiser des Byzantinischen Reichs († 1448)
- Johann XVII., Kämmerer von Worms († 1431)
- Louis d’Amboise, Herr von Amboise und Vizegraf von Thouars († 1469)
- Hynek Kruschina von Lichtenburg, hussitischer Befehlshaber sowie Landeshauptmann und Pfandinhaber von Glatz, Münsterberg und Frankenstein († 1454)
- Mechthild II. von Anhalt, Äbtissin des freien weltlichen Stiftes Gernrode und Frose († 1463)
- John Mowbray, englischer Adeliger († 1432)
- Piotr z Grudziądza, polnischer Komponist und Dichter († um 1480)
- Ruprecht II., Herzog von Lüben und Haynau, Großprior des Malteserordens († 1431)
- Wilhelm I., Fürst von Lüneburg, Braunschweig-Wolfenbüttel, Calenberg und Göttingen († 1482)

## Gestorben

### Erstes Halbjahr
- 12. Januar: Johann III. Radlica, Bischof von Krakau (* vor 1361)
- 11. Februar: Nikolaus I., Bischof von Lübeck und Meißen
- 15. März: Eberhard II., Graf von Württemberg (* nach 1315)
- 4. April: Jeong Mong-ju, koreanischer Politiker der Goryeo-Dynastie, Diplomat, neokonfuzianischer Philosoph, Dichter und Schriftsteller (* 1337)
- 22. Mai: Augustin, Bischof von Concordia, nomineller Bischof von Lavant

### Zweites Halbjahr
- 15. August: Marquard von Lindau, süddeutscher Franziskaner und Verfasser theologischer Schriften
- 25. September: Sergius von Radonesch, moskowitischer Mönch, Gründer des Dreifaltigkeitsklosters in Sergijew Possad, Heiliger der orthodoxen Kirche (* um 1314)
- 3. Oktober: Yusuf II., nasridischer Emir von Granada
- 15. November: Ortolf von Offenstetten, Domdekan in Salzburg, nominell Bischof von Lavant
- 5. Dezember: Everhard von Westerheim, Weihbischof in Köln
- 14. Dezember: John Grey, englischer Adliger (* zwischen 1305 und 1311)
- 23. Dezember: Isabella von Kastilien, Duchess of York, spanische Adelige und Frau von Edmund of Langley, 1. Duke of York (* um 1355)

### Genaues Todesdatum unbekannt
- März: Hermann von Münster, deutscher Glasmaler (* um 1330)
- vor dem 10. April: Heidenreich Wolf von Lüdinghausen, Bischof von Münster
- Ende September/Anfang Oktober: Georg Thopia, albanischer Fürst von Durrës (* um 1355)
- vor dem 10. Oktober: Johannes Hiltalingen von Basel, Ordensgeneral der Avignoner Fraktion des Augustinerordens, Bischof von Lombez
- Johannes von Arderne, englischer Chirurg und Proktologe (* 1307)
- Agnes von Habsburg, letzte Herzogin von Schweidnitz-Jauer (* um 1315)
- Peter, Graf von Genf, Graf von Vaudémont und Herr von Joinville
- Robert de Vere, Duke of Ireland, englischer Adeliger und Berater von König Richard II. (* 1362)
- Vlatko Vuković, bosnischer Adeliger und Großherzog von Bosnien